# جورج فريدريك أرمسترونغ
جورج فريدريك أرمسترونغ (15 مايو عام 1842 - 16 نوفمبر عام 1900)، هو أكاديمي إنجليزي متميز عاش في القرن التاسع عشر تخصص في هندسة السكك الحديدية والهندسة المدنية والهندسة الصحية، شغل منصب أستاذ في الهندسة في جامعة إدنبرة. كان عضوًا في العديد من الجمعيات العلمية وألّف العديد من الأوراق والمحاضرات.

## نشأته وتعلمه
وُلد أرمسترونغ في دونكاستر في يوركشاير في إنجلترا بتاريخ 15 مايو 1842. وهو الابن الأكبر لجورج أرمسترونغ تاجر الاجواخ الصوفية، بدأ دراسته في الهندسة بالعمل في اصلاح محلات السكك الحديدية العظمى في مكان إقامته في دونكاستر. بدأ في سن السابعة عشرة دراسته الرسمية عندما التحق بكلية الملك في لندن، وهي واحدة من الكليات القليلة التي قدمت دراسة هندسية. بقي أرمسترونغ في كلية الملك من عام 1857 حتى أنهى دراسته في عام 1860. ثم التحق بجامعة كامبريدج بداية في كلية سانت جونز، ثم في كلية يسوع، وتخرج منها بدرجة البكالوريوس في عام 1864. شارك أرمسترونغ أثناء وجوده في الجامعة في مسابقات الوثب العالي، وفاز بجائزة واحدة على الأقل. استمر أرمسترونغ في دراسته حتى عام 1867 عندما نال درجة الماجستير.

## حياته المهنية

### بداياته المهنية
بدأ أرمسترونغ حياته المهنية كمهندس مساعد لدى ريتشارد جونسون كبير المهندسين في شركة السكك الحديدية الشمالية العظمى. ثم أصبح مهندسًا في شركة آيل أوف مان للسكك الحديدية.
انتقل أرمسترونغ في عام 1871 إلى الأوساط الأكاديمية عندما أصبح أول أستاذ في الهندسة المدنية في كلية العلوم التطبيقية في جامعة ماكجيل في مونتريال في كندا. وأسس بمجرد توليه هذا المنصب قسم جامعي جديد تمامًا وألف المناهج الهندسية لطلابها في الجامعة لمدة خمس سنوات، كان قائد مجموعات الجامعة التابعة للفوج الأول من القوات المسلحة الكندية. عاد في عام 1876 إلى بريطانيا كرئيس جديد لكلية الهندسة في جامعة يوركشاير. أجرى خلال عام 1879 دراسات وتجارب مفصلة لتحديد الاختلافات النهارية في كمية ثاني أكسيد الكربون في الغلاف الجوي، ثم نشر النتائج من خلال الجمعية الملكية.

### بروفيسور ملكي
عُيّن أرمسترونغ (ذو الأصل الأسكتلندي) في عام 1885 من قبل الملك ليصبح ثاني أستاذ يعين بهذا الشكل في كلية الهندسة في جامعة إدنبرة، وشغل هذا المنصب حتى وفاته. حملت محاضرته الافتتاحية عنوان «تقدم التعليم التقني في الداخل والخارج». كانت المحاضرة ناجحة بكل المقاييس، حيث اقتُبس منها في مناقشة أجراها رئيس مجلس العموم السير ستافورد نورثكوت.
أنشأ مختبر فولتون للهندسة خلال فترة رئاسته «لتوفير دراسة منهجية حول الأساليب التجريبية ولاطلاع الطلاب على القوة والخصائص الفيزيائية الأخرى للمواد الرئيسية التي يستخدمها المهندسون». افتتح أرمسترونغ دورات في الهندسة الصحية لصالح طلاب الطب الذين يدرسون الصحة العامة. أدت الدورات في مجال الصرف الصحي إلى إنشاء قسم جامعي منفصل ترأسه أستاذ جديد في الصحة العامة. نفذ أرمسترونغ أيضًا خطط فليمينغ جينكين لافتتاح دورات في الهندسة الكهربائية، والتي تطورت لاحقًا لنظام فرعي للهندسة. وحظي أرمسترونغ بشعبية بين طلاب الهندسة في جامعة إدنبرة وقد دعم الأنشطة الرياضية للجامعة. غنّى في حفل استقبال الطلاب في أوليفر وندل هولمز.

## سنواته الأخيرة وموته
تزوج أرمسترونغ من مارجريت براون في عام 1893، وأنجب ابنه جورج سيريل فريدريك وولدين آخرين وابنة. توفي جورج أرمسترونغ بعد معاناة من مشاكل في القلب لعدة أشهر في منزله في قرية جراسمير في 16 نوفمبر عام 1900. خلفه توماس هدسون بير كأستاذ مُعيّن بمرسوم ملكي ودُفن في قريته في كنيسة القديس أوزوالد.